# 佐賀市立小中一貫校松梅校
佐賀市立小中一貫校松梅校（さがしりつしょうちゅういっかんこう まつうめこう）は、佐賀県佐賀市大和町大字松瀬にある市立の小中一貫校。
小学部と中学部の校舎は隣接している。

## 概要
歴史
小学校は1875年（明治8年）、中学校は1947年（昭和22年）に創立。2012年（平成24年）に小中一貫校となった。
校章
小中一貫校となった2012年（平成24年）に制定。校名にちなみ、松と梅の絵を組み合わせたデザインとなっている。
校歌
- 小学部 - 1950年（昭和25年）制定。作詞は中島哀浪、作曲は豊増昇による。歌詞中に校名は登場しない。
- 中学部 - 1949年（昭和24年）制定。作詞は松梅中学校、作曲は神代正之による。歌詞は4番まであり、4番の歌詞中に校名の「松梅中学校」が登場する。
- 小中合同 - 「集いの歌」- 2012年（平成24年）制定。歌詞は2番まであり、2番の歌詞中に校名の「松梅」が登場する。

通学区域
佐賀市大和町のうち、「大字名尾、大字松瀬、大字梅野（ただし1～293番地2を除く）」。。

## 沿革
松梅小学校
- 1875年（明治8年） - 「三反田小学校」と「都渡城小学校」が創立。
- 1879年（明治12年）頃 - 広坂、名尾に分校を設置。その後、名尾は分離独立。
- 1886年（明治19年）頃 - 小学校令施行により、尋常科（4年制）を設置の上、「尋常三反田小学校」・「尋常渡都城小学校」となる。
- 1889年（明治22年）4月1日 - 町村制施行により、佐賀郡2村（松瀬・梅野）、神埼郡1村の一部（鹿路村名尾）が合併しの上、佐賀郡松梅村が発足。上記小学校2校が統合の上、「尋常松梅小学校」（4年制）が設立される。
- 実施時期不明 - 再び「尋常名尾小学校」・「尋常三反田小学校」・「尋常下田小学校」の3校に分離・独立。
- 1892年（明治25年）4月1日 - 「名尾尋常小学校」・「三反田尋常小学校」・「下田尋常小学校」に改称。
- 1908年（明治41年）4月1日 - 改正小学校令により、尋常科（義務教育）が4年制から6年制に変更となる。尋常科5年を新設。
- 1909年（明治42年）4月1日 - 尋常科6年を新設。
- 1913年（大正2年）4月1日 - 組合立春日高等小学校の解散により、以上3校を統合し、高等科（2年制）を併置の上、「松梅尋常高等小学校」と改称。名尾と下田に分教場を設置し、尋常科4年生までを収容。
- 1922年（大正11年）4月 - 分教場の収容児童を、尋常科4年生までから「尋常科2年生まで」に変更。3・4年生の児童を本校に収容。
- 1928年（昭和3年）
  - 1月 - 新校舎が完成。
  - 12月 - 運動場を新設。
- 1933年（昭和8年）- 北校舎を解体し、木造新校舎が完成。
- 1941年（昭和16年）4月1日 - 国民学校令施行により、「松梅村国民学校」と改称。尋常科を初等科に改める。
- 1947年（昭和22年）4月1日 - 学制改革（六・三制の実施）が行われる。
  - 国民学校初等科（6年制）は、新制小学校「松梅村立松梅小学校」（6年制）に改組・改称。
  - 国民学校高等科（2年制）は青年学校普通科とともに、新制中学校「松梅村立松梅中学校」に改組・改称。小学校に併設される。
- 1950年（昭和25年）3月 - 校歌を制定。
- 1955年（昭和30年）
  - 4月16日 - 3村（春日・川上・松梅）合併により、大和村となったことにより、「大和村立松梅小学校」と改称。
  - 9月 - 講堂が完成。
- 1959年（昭和34年）1月1日 - 町制施行により、「大和町立松梅小学校」と改称。
- 1960年（昭和35年）2月 - 完全給食を開始。
- 1962年（昭和37年）5月 - 校章を制定。
- 1967年（昭和42年）
  - 3月31日 - 名尾分校、下田分校を廃止。
    - 最終所在地（名尾分校）- 佐賀市大和町梅野756番地
    - 最終所在地（下田分校）- 佐賀市大和町松瀬87番地

  - 4月1日 - 特殊学級を開設。
- 1973年（昭和48年）7月 - 鉄筋コンクリート造3階建ての新校舎完成。全館に暖房装置を設置。
- 1975年（昭和50年）3月 - 小中共用のプールが完成。
- 1982年（昭和57年）7月 - 校舎の北側で崖崩れが発生も、校舎には被害がなかった。
- 1983年（昭和58年）12月 - 校舎裏崖崩れ箇所の復旧工事が完了。
- 1985年（昭和60年）3月 - 特殊学級を閉級。
- 1994年（平成6年）5月 - 佐賀県より野鳥モデル校に指定される。
- 1997年（平成9年）1月 - パソコンを設置。
- 2000年（平成12年）8月 - 校舎の大規模改修工事が完了。
- 2001年（平成13年）2月 - ランチルームを新設。
- 2005年（平成17年）10月1日 - 佐賀市との合併により、「佐賀市立松梅小学校」と改称。
- 2004年（平成16年）- 小学校および中学校の育友会を統合し、小中育友会とする。
- 2007年（平成19年）4月 - 特別支援学級が開設される。1学級複式となる。佐賀市特認校制度の指定を受ける。

松梅中学校
- 1947年（昭和22年）
  - 4月1日 - 学制改革により、国民学校高等科と青年学校普通科が、新制中学校「松梅村立松梅中学校」に改組・改称。松梅小学校に併設。
  - 5月1日 - 開校。小関村と南山村から一部地域（松梅村に近い地域）の生徒を委託される。生徒数218名でのスタート。
  - 5月3日 - 開校式を挙行。
- 1948年（昭和23年）
  - 3月 - 青年学校が廃止される。
  - 8月 - 普通教室を増築。
- 1949年（昭和24年）11月 - 校歌を制定。
- 1950年（昭和25年）8月 - 松梅村民の奉仕作業により、運動場を拡張。
- 1951年（昭和26年）9月 - 校舎を増築。
- 1952年（昭和27年）11月 - 教室等を増築。
- 1955年（昭和30年）
  - 4月16日 - 3村（春日・川上・松梅）合併により、大和村となったことにより、「大和村立松梅中学校」と改称。
  - 8月 - 家事室を増築。
  - 10月 - 屋内体操場が完成。
- 1956年（昭和31年）12月 - 校門を設置。
- 1959年（昭和34年）1月1日 - 町制施行により、「大和町立松梅中学校」と改称。
- 1961年（昭和36年）5月 - 木造2階建て校舎（4教室）を増築。
- 1962年（昭和37年）9月 - 金工室を増築。
- 1965年（昭和40年）
  - 4月 - この時の入学生から、富士町（旧・小関村、南山村）からの委託が終了（2・3年生は継続）。
  - 10月 - 理科室と音楽室を増築。
- 1967年（昭和42年）3月 - この時の卒業生を最後に、富士町からの生徒委託が終了。
- 1975年（昭和50年）3月 - 小中共用の水泳プールが完成。
- 1986年（昭和61年）3月 - 松梅運動場が完成。
- 1992年（平成4年）3月 - パソコン教室を設置。
- 2000年（平成12年）
  - 2月 - 鉄筋コンクリート造新校舎が完成。
  - 9月 - 旧木造校舎を解体。
- 2004年（平成16年）- 小学校および中学校の育友会を統合し、小中育友会とする。
- 2005年（平成17年）10月1日 - 佐賀市との合併により、「佐賀市立松梅中学校」と改称。
- 2007年（平成19年）9月 - 環境ISO実践校に認定。
- 2008年（平成20年）9月 - 児童館・小・中・地域の合同体育祭を実施。

小中一貫校
- 2012年（平成24年）4月1日 - 佐賀市立松梅小学校および松梅中学校を統合の上、「佐賀市立小中一貫校松梅校」（現校名）となる。
  - 小学校を「小学部」、中学校を「中学部」とする。
- 2013年（平成25年）4月 - 特別支援学級3学級を開設。
- 2015年（平成27年）4月 - コミュニティスクールを開始。学校長が小学部、中学部兼務となる。
- 2016年（平成28年）5月 - 松梅校駐車場が完成。

## 交通
最寄りの鉄道駅
- JR九州 長崎本線 「佐賀駅」

最寄りの幹線道路
- 国道263号・佐賀県道209号広滝大和富士線 「三反田」交差点
- 長崎自動車道 「佐賀大和IC」

## 周辺
- 松梅保育所
- 佐賀市立松梅公民館
- 松瀬天満神社
- 梅野神社
- 通天寺
- 名尾川
- 大和町松梅の干し柿
- かかし村開催地
- 三反田郵便局
- 佐賀北警察署 松梅警察官駐在所

## 参考資料
- 「大和町史 (PDF) 」（1975年（昭和50年11月3日, 大和町）p.418～p.427 - 佐賀市ウェブサイト